# San Pedro Temamatla
San Pedro Temamatla är en ort i Mexiko.   Den ligger i kommunen Chalchicomula de Sesma och delstaten Puebla, i den sydöstra delen av landet, 180 km öster om huvudstaden Mexico City. San Pedro Temamatla ligger 2 419 meter över havet och antalet invånare är 1 252.
Terrängen runt San Pedro Temamatla är kuperad västerut, men österut är den platt. Terrängen runt San Pedro Temamatla sluttar söderut. Runt San Pedro Temamatla är det ganska tätbefolkat, med 155 invånare per kvadratkilometer. Närmaste större samhälle är Ciudad Serdán, 9,8 km nordost om San Pedro Temamatla. Omgivningarna runt San Pedro Temamatla är en mosaik av jordbruksmark och naturlig växtlighet.